# Адиль
Адиль (араб. عادل‎) — мужское имя арабского происхождения, в переводе означает «справедливый». Распространено у мусульманских народов. Употребляется также в качестве эпитета правителя.
Ещё один вариант происхождения имени:
Адeл (фр. Odile, Adele) и мужское — Adil — мужское и женское имена немецкого или французского происхождения, значение — благородный(ая), невозмутимый(ая). Французские святые: Ste Odile, Ste Adele, St Adelple, Ste Adeline.

## Другие формы
- Одил — среднеазиатская форма имени Адиль.
- Адель — татарская форма имени Адиль.
- Адил — другая форма имени Адиль.
- Әділ — казахская форма имени Адиль.

## Фамилии
- Адилов
- Одилов
- Адылов